# Баш-Байбаково
Баш-Байба́ково (рос. Баш-Байбаково, башк. Баш-Байбаҡ) — присілок у складі Мішкинського району Башкортостану, Росія. Входить до складу Ур'ядинської сільської ради.
Населення — 58 осіб (2010; 49 у 2002).
Національний склад:
- татари — 59 %
- башкири — 33 %